# Грязинское шоссе

Грязинское шоссе у Аглофабрики

Гря́зинское шоссе́ (42К-041, бывшая Р203) — одна из основных магистралей Липецка. Является продолжением улицы Зои Космодемьянской в Левобережном округе Липецка. В Грязях это — Толстовская улица.
Проходит по территории Липецка (до границы города в районе Матырского), Грязинского района Липецкой области, а также по Петровскому району Тамбовской области. Имеет ответвление в Добринку.
Шоссе было проложено в советское время на месте большака — так называли здешнюю дорогу. Новая, в основном двухполосная, магистраль прошла в 1957 году параллельно железнодорожной линии Грязи — Елец.
В районе поселка Новая Жизнь через железную дорогу переброшен двухполосный путепровод. В 1990-х годах его планировали расширять, однако работы были выполнены лишь незначительные. В 2006 году (?) провели косметический ремонт виадука. В будущем обещают закрыть мост на реконструкцию .
В поселке Казинка часть Грязинского шоссе называется Асфальтной улицей. После поселка между шоссе и железнодорожной линией Грязи — Елец находится болото. Раньше на этом месте, которое называлось Юшино, находилась застройка, которая затопилась после образования Матырского водохранилища (см. Асфальтная улица).
В Грязях шоссе пересекает речку Таволжанку в бывшем селе Таволжанка и реку Матыру (мост построен в 1963 году). Заканчивается в поселке Песковатка развязкой с магистралью Орел — Тамбов (в Липецке последняя — Липецкая кольцевая автодорога).
Общая длина (Липецк — Песковатка) — 38 км. От Липецка до Грязей — 23 км.

## Интересные факты
В 1970-х годах по Грязинскому шоссе намечалось пустить троллейбус до Казинки.

## Адреса
На Грязинском шоссе, 6, находятся корпуса завод холодильников «Стинол»; сегодня это филиал компании Indesit.